# Verdades verdaderas
Verdades verdaderas, anche noto come Verdades verdaderas, la vida de Estela è  un film argentino del 2011 diretto da Nicolás Gil Lavedra e ispirato alla storia vera di Estela Barnes de Carlotto.

## Trama
1976. A seguito di un colpo di Stato, viene imposta in Argentina una dittatura militare denominata Processo di riorganizzazione nazionale.
Estela Barnes de Carlotto, moglie e madre che vive in apparenza una quotidianità ordinaria, subisce le violente conseguenze della situazione politica quando sua figlia Laura, militante peronista, sparisce mentre è in stato di gravidanza.
L'accaduto spinge Estela a lottare per la ricerca della verità e affinché venga resa giustizia alle famiglie dei desaparecidos. Aderisce all'associazione Nonne di Plaza de Mayo e diviene ben presto una riconosciuta attivista per i diritti umani.

## Produzione
Il regista Nicolás Gil Lavedra sentiva come familiare la tematica del film, in quanto figlio del giudice Ricardo Gil Lavedra, uno dei magistrati che si occuparono del processo alla Giunta Militare Argentina; inoltre, già in precedenza aveva presentato dei lavori sul tema delle Nonne di Plaza de Mayo. Per molto tempo, il regista cercò di convincere Estela Barnes de Carlotto a prendere parte al progetto, ottenendo inizialmente il suo rifiuto; la donna sosteneva infatti che la sua fosse la storia di una donna normale, non meritevole di essere portata al cinema. Successivamente, collaborò con Lavedra e con la produzione, supervisionando il lavoro di sceneggiatura e prestando dei propri abiti da utilizzare come costumi di scena. Carlotto dichiarò: "Questo è un film per mantenere la memoria e per incoraggiare molti 32 o 33enni che hanno dei dubbi a venire dalle Nonne".
Lavedra affermò: "Questo è un film fattuale perché in Argentina ci sono stati 30.000 scomparsi e 500 bambini rubati; questa è una verità oggettiva, non importa da che parte stiate, è una realtà in numeri". Asserì inoltre: "Quello che Estela e tutte le nonne fanno è qualcosa di eroico, ma sono donne normali. Ed era quello che mi interessava raccontare".
La sceneggiatura venne scritta da María Laura Gargarella e Jorge Maestro. Il lavoro fu una co-produzione tra Argentina e Spagna.
Le riprese si svolsero all'inizio del 2011, durarono sette settimane e le scene degli interni vennero girate nell'ESMA, che durante gli anni della dittatura fu luogo di detenzione e tortura degli oppositori politici.
All'epoca della realizzazione del film, Estela Carlotto non aveva ancora ritrovato il nipote. Nel 2015, Lavedra girò un epilogo del film insieme a Estela Carlotto e al nipote, con cui nel frattempo era riuscita a ricongiungersi dopo quasi quarant'anni di ricerche.
La pellicola venne premiata con diversi riconoscimenti cinematografici e partecipò a numerose rassegne, tra cui la Semana Internacional de Cine de Valladolid, il Festival internazionale del cinema di Mar del Plata, il Festival Internacional del Nuevo Cine Latinoamericano de La Habana, il Palm Springs International Film Festival, il Festival international du film d'amour de Mons e il Festival Biarritz Amérique Latine.

## Accoglienza
Il film raccolse ottimi riscontri da parte dei critici di settore.
Il quotidiano Clarín lo definì "film realizzato con cura e narrativamente corretto" e aggiunse: "Il duo Pecoraro-Awada realizza sequenze di enorme intensità, con meno appelli alla retorica che alla sottile gestualità".
Il critico cinematografico de La Nación Adolfo C. Martínez scrisse una recensione molto positiva, affermando: "Il regista ha realizzato una storia che parla del nostro passato storico più recente. All'eccellente lavoro di Susú Pecoraro si affianca un cast che non trova crepe in nessuno dei suoi interpreti e questo, sommato a una notevole ricreazione d'epoca, a una fotografia impeccabile e a una musica che combina il drammatico e l'ottimista, fa emergere un film che parla alla memoria, a quella memoria che non chiede oblio o perdono".
Marcela Barbaro su El Espectador Imaginario apprezzò l'interpretazione della protagonista Susú Pecoraro in "un ruolo brillante che penetra profondamente nello spettatore", elogiò il resto del cast e spese parole positive riguardo alla fotografia e al sonoro ("il passaggio dalla luce all'ombra nelle location e negli ambienti della casa, passando dalle risate e dal trambusto al silenzio e alla paura") e alla ricostruzione storica.
Jordi Costa su El País scrisse: "Il film adempie al suo scopo didattico, si avvale nella sua prima parte delle possibilità drammatiche dello scontro generazionale [...] ma è inevitabile rimanere con l'impressione che il personaggio avrebbe meritato un film migliore".
Carmen L. Lobo de La Razón sintetizzò il film descrivendolo come "Ricco di flashback, senza eccessivi abbellimenti o fronzoli tecnici [...] con un'attrice completamente dedita al ruolo, Susú Pecoraro".
Isabel Croce del quotidiano La Prensa pubblicò una recensione positiva, scrivendo "Tradizionale nella sua linea, con una forte enfasi sull'emozione, il film ha una corretta ricostruzione del periodo" ed elogiò la protagonista Pecoraro, a suo dire autrice di "una performance matura ed emozionante".
Diego Batlle su EscribiendoCine assegnò al film una votazione di tre stelle, scrivendo "una narrazione classica – corretta e attenta, ma allo stesso tempo priva di grandi scoperte o audacie" e chiosando "un film più che degno e un meritato omaggio/riconoscimento a Carlotto".
Emiliano Basile affermò: "Non ci sono manicheismi del tipo: rapiti-buoni e militari-cattivi. Il film di Nicolás Gil Lavedra si concentra su Estela come un essere umano messo alle strette in una situazione terribile e, da lì, cerca l'identificazione con lo spettatore e costruisce la sua grandezza. A questo punto, il film onora il suo personaggio pubblico, sempre lontano dal confronto e dall'odio".
Su Página/12, Oscar Ranzani assegnò alla pellicola una valutazione pari a 8 e scrisse: "Se le interpretazioni di Portaluppi e Alejandro Awada non sono solo credibili, ma anche molto precise, la performance di Susú Pecoraro è di livello supremo: contagia emozione a grandi dimensioni, costruisce con naturalezza la personalità di una donna che si abbatte ma continua a cercare la verità, compone con disinvoltura una persona che oggi può essere certa di essere una delle più rispettate non solo in Argentina ma anche nel mondo".
Esther Rodríguez su Contraste sottolineò "il risultato è un film di grande bellezza capace di trasmettere con sobrietà tutte le emozioni provocate da una situazione politica così dolorosa e crudele" e apprezzò "il superbo lavoro di tutti gli attori".

## Riconoscimenti
- 2011 - Semana Internacional de Cine de Valladolid
  - Candidatura all'Espiga de Oro al miglior film

- 2011 - Festival internazionale del cinema di Mar del Plata
  - Candidatura al miglior film argentino

- 2012 - Mostra de Cinema Llatinoamericà de Lleida
  - Premio speciale della giuria a Susú Pecoraro

- 2012 - Condor d'argento
  - Candidatura alla migliore attrice protagonista a Susú Pecoraro
  - Candidatura al miglior attore non protagonista a Alejandro Awada